# 沃茹尔
沃茹尔（法語：Vaujours，法語：[voʒuʁ] ⓘ）是法国法兰西岛大区塞纳-圣但尼省的一个市镇，属于勒兰西区。

## 地理
沃茹尔（48°56'2"N, 2°34'19"E）面积3.78 平方千米，位于法国法蘭西島大區塞纳-圣但尼省，该省份为法国北部内陆省份。
与沃茹尔接壤的市镇（或旧市镇、城区）包括：利夫里加尔冈、库尔特里、维勒帕里西、库布龙、塞夫朗、法兰西地区特朗布莱、维勒潘特。

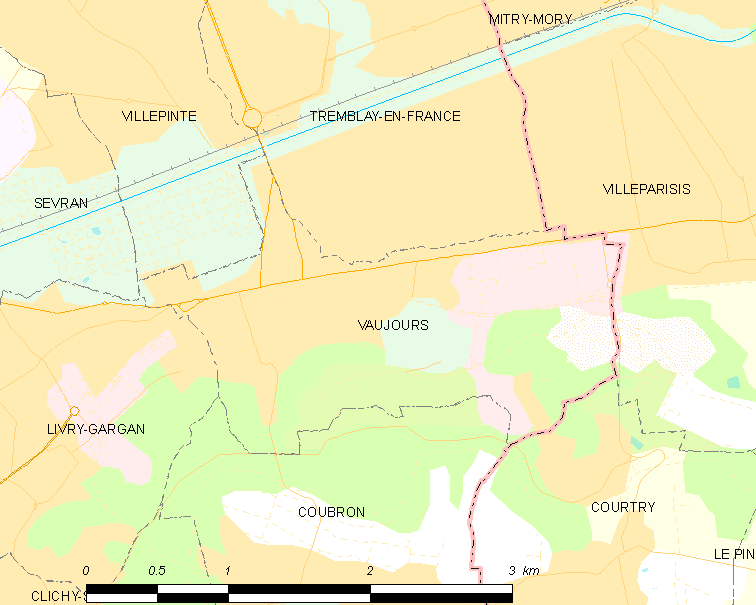
沃茹尔的OSM定位图

沃茹尔的时区为UTC+01:00、UTC+02:00（夏令时）。

## 行政
沃茹尔的邮政编码为93410，INSEE市镇编码为93074。

## 政治
沃茹尔所属的省级选区为法兰西地区特朗布莱县。

## 人口

1962-2008年间沃茹尔人口变化图示

沃茹尔于2022年1月1日时的人口数量为7743人。